# エドワード・オールビー

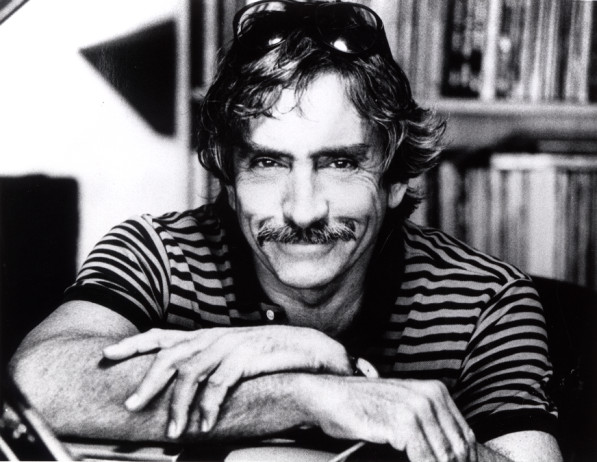
エドワード・オールビー

エドワード・オールビー（Edward Franklin Albee III、[ˈɔːlbiː] AWL-bee、1928年3月12日 - 2016年9月16日）は、アメリカの劇作家。ワシントンD.C.生まれ。日本では映画化作品公開時に誤ってエドワード・アルビーと紹介されたこともある。

## 生涯
生後二週間でニューヨーク州ウエストチェスター郡に養子に出される。養家はボードヴィル劇場のチェーン店を経営する裕福な家で、このため幼い頃から演劇に親しんでいた。中学時代に三幕物の艶笑劇を書いて学校中を驚かせたこともあるという。いくつかの高校を転々としたのちコロンビア大学に進学。
1958年『動物園物語』で劇作家としてデビュー。代表作『ヴァージニア・ウルフなんかこわくない』（1962年）では受賞を逃したが、その後『デリケート・バランス』（1967年）、『海の風景』（1975年）、『三人の背の高い女』（1994年）で三度ピューリッツァー賞を受賞している。
彼の作劇法は、意識の中に登場人物が現れるのを待ち、彼らに自由に語らせたうえでその言葉を吟味し、準備ができたと判断した段階で一気に書き出すというもので、従来の因果律に基づくプロットに縛られない新しいリアリズムを提示した。

## 日本語訳
- エドワード・オールビー全集 早川書房
  - 鳴海四郎訳

1 ヴァージニア・ウルフなんかこわくない,デリケート・バランス（1969年）
2 動物園物語,ベシー・スミスの死,砂箱,アメリカの夢,有名氏と新人氏（1974年）
3 ご臨終.海の風景（1980年11月）
- - 鴫原真一訳

4 タイニー・アリス.悲しき酒場の唄（1981年7月）
5 マルカム.庭園のすべて（1982年1月）
6 花占い.聴き取り.ダビュークから来た婦人（1986年7月）
- 動物園物語 ヴァージニア・ウルフなんかこわくない（2006年11月 ハヤカワ演劇文庫）